# Gran Premio de Gran Bretaña de Motociclismo de 2004
El Gran Premio de Gran Bretaña de Motociclismo de 2004 fue la novena prueba del Campeonato del Mundo de Motociclismo de 2004. Tuvo lugar en el fin de semana del 23 al 25 de julio de 2004 en el Donington Park, situado en la localidad de North West Leicestershire, Inglaterra, Reino Unido. La carrera de MotoGP fue ganada por Valentino Rossi, seguido de Colin Edwards y Sete Gibernau. Dani Pedrosa ganó la prueba de 250cc, por delante de Sebastián Porto y Randy de Puniet. La carrera de 125cc fue ganada por Andrea Dovizioso, Álvaro Bautista fue segundo y Jorge Lorenzo tercero.

## Resultados MotoGP
| Pos | Piloto            | Constructor | Tiempo/Retirado | Grilla | Puntos |
| --- | ----------------- | ----------- | --------------- | ------ | ------ |
| 1   | Valentino Rossi   | Yamaha      | 45:30.473       | 1      | 25     |
| 2   | Colin Edwards     | Honda       | +2.945          | 5      | 20     |
| 3   | Sete Gibernau     | Honda       | +4.326          | 2      | 16     |
| 4   | Nicky Hayden      | Honda       | +6.096          | 6      | 13     |
| 5   | Troy Bayliss      | Ducati      | +14.711         | 4      | 11     |
| 6   | Carlos Checa      | Yamaha      | +17.110         | 7      | 10     |
| 7   | Loris Capirossi   | Ducati      | +23.313         | 3      | 9      |
| 8   | John Hopkins      | Suzuki      | +28.121         | 16     | 8      |
| 9   | Alex Barros       | Honda       | +35.380         | 9      | 7      |
| 10  | Neil Hodgson      | Ducati      | +44.468         | 14     | 6      |
| 11  | Rubén Xaus        | Ducati      | +47.490         | 10     | 5      |
| 12  | Max Biaggi        | Honda       | +54.004         | 8      | 4      |
| 13  | Shane Byrne       | Aprilia     | +57.378         | 18     | 3      |
| 14  | Makoto Tamada     | Honda       | +1:07.158       | 15     | 2      |
| 15  | Shinya Nakano     | Kawasaki    | +1:15.795       | 12     | 1      |
| 16  | Jeremy McWilliams | Aprilia     | +1:26.485       | 19     |        |
| 17  | Kenny Roberts Jr  | Suzuki      | +1 Lap          | 13     |        |
| 18  | Nobuatsu Aoki     | Proton      | +1 Lap          | 22     |        |
| 19  | Alex Hofmann      | Kawasaki    | +1 Lap          | 21     |        |
| 20  | Michel Fabrizio   | Harris WCM  | +1 Lap          | 20     |        |
| Ret | Norifumi Abe      | Yamaha      | Retirement      | 17     |        |
| Ret | Kurtis Roberts    | Proton      | Retirement      | 23     |        |
| Ret | Chris Burns       | Harris WCM  | Retirement      | 24     |        |

## Resultados 250cc
| Pos | Piloto            | Constructor | Tiempo/Retirado | Grilla | Puntos |
| --- | ----------------- | ----------- | --------------- | ------ | ------ |
| 1   | Dani Pedrosa      | Honda       | 42:17.705       | 4      | 25     |
| 2   | Sebastián Porto   | Aprilia     | +6.003          | 2      | 20     |
| 3   | Randy de Puniet   | Aprilia     | +11.463         | 5      | 16     |
| 4   | Alex de Angelis   | Aprilia     | +12.722         | 1      | 13     |
| 5   | Fonsi Nieto       | Aprilia     | +30.430         | 9      | 11     |
| 6   | Anthony West      | Aprilia     | +33.007         | 8      | 10     |
| 7   | Franco Battaini   | Aprilia     | +51.931         | 13     | 9      |
| 8   | Naoki Matsudo     | Yamaha      | +55.055         | 11     | 8      |
| 9   | Hiroshi Aoyama    | Honda       | +57.422         | 3      | 7      |
| 10  | Sylvain Guintoli  | Aprilia     | +59.456         | 15     | 6      |
| 11  | Joan Olivé        | Aprilia     | +1:06.270       | 14     | 5      |
| 12  | Alex Baldolini    | Aprilia     | +1:06.566       | 21     | 4      |
| 13  | Hugo Marchand     | Aprilia     | +1:21.025       | 22     | 3      |
| 14  | Johan Stigefelt   | Aprilia     | +1:21.800       | 16     | 2      |
| 15  | Jakub Smrž        | Honda       | +1:29.120       | 17     | 1      |
| 16  | José David de Gea | Honda       | +1:32.733       | 19     |        |
| 17  | Dirk Heidolf      | Aprilia     | +1:33.155       | 23     |        |
| 18  | Klaus Nöhles      | Aprilia     | +1 Lap          | 24     |        |
| 19  | Taro Sekiguchi    | Yamaha      | +1 Lap          | 26     |        |
| 20  | Lee Dickinson     | Honda       | +1 Lap          | 28     |        |
| 21  | Radomil Rous      | Aprilia     | +1 Lap          | 29     |        |
| Ret | Arnaud Vincent    | Aprilia     | Retirement      | 20     |        |
| Ret | Toni Elías        | Honda       | Retirement      | 6      |        |
| Ret | Alex Debón        | Honda       | Retirement      | 10     |        |
| Ret | Chaz Davies       | Aprilia     | Retirement      | 12     |        |
| Ret | Manuel Poggiali   | Aprilia     | Retirement      | 7      |        |
| Ret | Erwan Nigon       | Yamaha      | Retirement      | 25     |        |

## Resultados 125cc
| Pos | Piloto                   | Constructor | Tiempo/Retirado | Grilla | Puntos |
| --- | ------------------------ | ----------- | --------------- | ------ | ------ |
| 1   | Andrea Dovizioso         | Honda       | 41:14.592       | 1      | 25     |
| 2   | Álvaro Bautista          | Aprilia     | +3.807          | 9      | 20     |
| 3   | Jorge Lorenzo            | Derbi       | +8.250          | 6      | 16     |
| 4   | Mika Kallio              | KTM         | +8.641          | 3      | 13     |
| 5   | Simone Corsi             | Honda       | +16.706         | 4      | 11     |
| 6   | Steve Jenkner            | Aprilia     | +16.993         | 11     | 10     |
| 7   | Youichi Ui               | Aprilia     | +22.120         | 5      | 9      |
| 8   | Julián Simón             | Aprilia     | +23.070         | 8      | 8      |
| 9   | Gino Borsoi              | Aprilia     | +23.860         | 15     | 7      |
| 10  | Gioele Pellino           | Aprilia     | +29.993         | 23     | 6      |
| 11  | Stefano Perugini         | Gilera      | +30.475         | 18     | 5      |
| 12  | Lukáš Pešek              | Honda       | +30.593         | 20     | 4      |
| 13  | Gábor Talmácsi           | Malaguti    | +40.502         | 22     | 3      |
| 14  | Fabrizio Lai             | Gilera      | +41.140         | 13     | 2      |
| 15  | Mike Di Meglio           | Aprilia     | +45.295         | 16     | 1      |
| 16  | Sergio Gadea             | Aprilia     | +46.170         | 24     |        |
| 17  | Robbin Harms             | Honda       | +49.325         | 21     |        |
| 18  | Thomas Lüthi             | Honda       | +54.672         | 17     |        |
| 19  | Imre Tóth                | Aprilia     | +1:17.223       | 30     |        |
| 20  | Georg Fröhlich           | Honda       | +1:20.434       | 36     |        |
| 21  | Christian Elkin          | Honda       | +1:23.026       | 31     |        |
| 22  | Simone Sanna             | Aprilia     | +1:24.436       | 27     |        |
| 23  | Vaclav Bittman           | Honda       | +1:28.933       | 29     |        |
| 24  | Raffaele de Rosa         | Honda       | +1:33.750       | 33     |        |
| 25  | Eugene Laverty           | Honda       | +1 Lap          | 32     |        |
| 26  | Kris Weston              | Honda       | +2 Laps         | 37     |        |
| 27  | Tommy Bridewell          | Honda       | +2 Laps         | 38     |        |
| Ret | Ángel Rodríguez Campillo | Derbi       | Retirement      | 25     |        |
| Ret | Roberto Locatelli        | Aprilia     | Retirement      | 7      |        |
| Ret | Vesa Kallio              | Aprilia     | Retirement      | 28     |        |
| Ret | Mirko Giansanti          | Aprilia     | Retirement      | 12     |        |
| Ret | Manuel Manna             | Malaguti    | Retirement      | 35     |        |
| Ret | Raymond Schouten         | Honda       | Retirement      | 34     |        |
| Ret | Marco Simoncelli         | Aprilia     | Retirement      | 10     |        |
| Ret | Héctor Barberá           | Aprilia     | Retirement      | 2      |        |
| Ret | Mattia Pasini            | Aprilia     | Retirement      | 19     |        |
| Ret | Pablo Nieto              | Aprilia     | Retirement      | 14     |        |